# St. Magdalena (Judenburg)

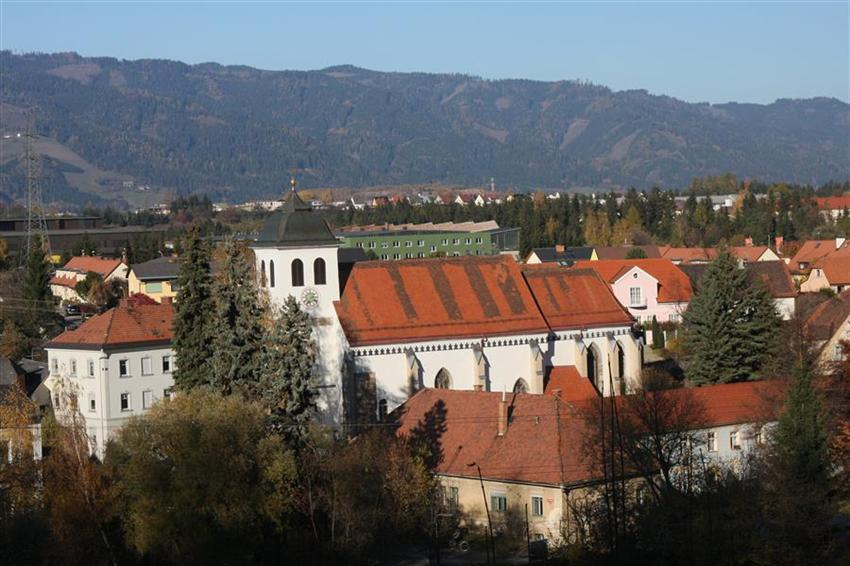
Katholische Pfarrkirche hl. Maria Magdalena in Judenburg

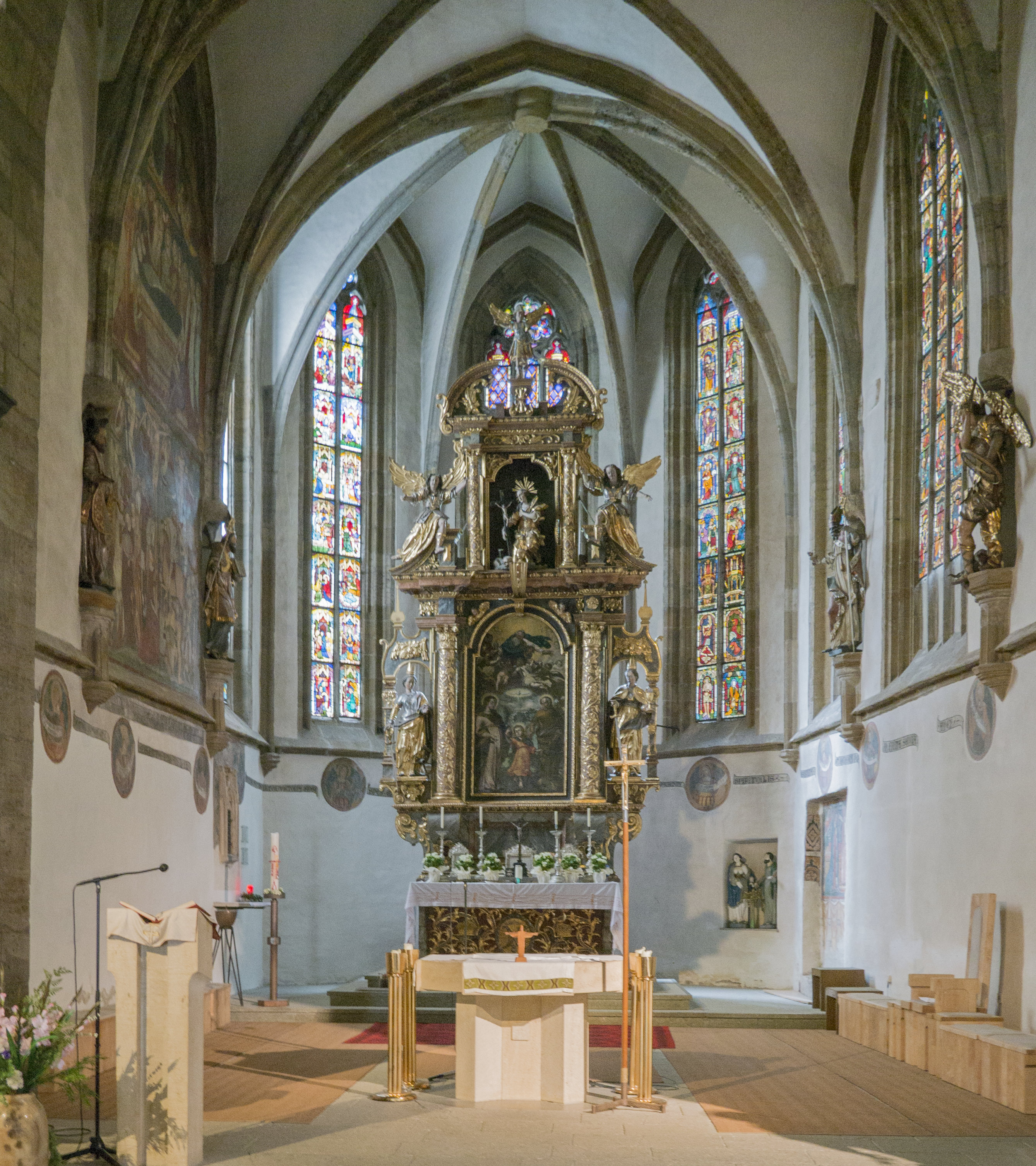
Blick in den Chor

Die Pfarrkirche Judenburg-St. Magdalena – Kirche des ehemaligen Marienspitals steht an der Sensenwerkgasse in der Stadtgemeinde Judenburg im Bezirk Murtal in der Steiermark. Die dem Patrozinium der hl. Maria Magdalena unterstellte römisch-katholische Pfarrkirche gehört zum Dekanat Judenburg in der Diözese Graz-Seckau. Die Kirche steht unter Denkmalschutz (Listeneintrag).

## Geschichte
Die Kirche entstand im zweiten Drittel des 14. Jahrhunderts mit dem um 1271 gegründeten Marienspital. Der Chor wurde zeitlich vor dem Langhaus erbaut. Der vorgestellte Westturm, 1805 abgebrannt, wurde in gedrungener Form wiederaufgebaut. Die Kirche wurde 1962/1963 restauriert und 1964 zur Pfarrkirche erhoben.

## Architektur
Die gotische Kirche mit einem Langhaus und Chor hat einen deutlich erkennbaren Achsknick, der Turm ist an der Westfront angestellt.
Das Kirchenäußere zeigt am Langhaus und am Chor mehrfach abgetreppte Strebepfeiler. Unter dem Dach befindet sich ein umlaufendes, (erneuertes) Friesband. Der Westturm mit Haube ist viergeschoßig: die beiden oberen Geschoße sind erneuert. Außen befinden sich an der Südwand Freskenreste hl. Christophorus aus der Mitte des 15. Jahrhunderts, 1938 restauriert.
Das Kircheninnere besteht aus einem zweischiffigen dreijochigen Langhaus und einem eingezogenen, einschiffigen, zweijochigen Chor mit einem Fünfachtelschluss. Das Langhaus hat ein Kreuzgratgewölbe mit runden Schlusssteinen, mittig auf zwei schlanken Achteckpfeilern. Im Ostjoch zeigt das Gewölbe eine dreistrahlige Anordnung der Rippen. Die Wanddienste laufen in halber Höhe auf dreifach gestuften Konsolen. Der eingeschnürte profilierte Fronbogen ist ein Spitzbogen. Der eingezogene Chor hat einen um zwei Stufen erhöhten Boden, die Dienste des Kreuzrippengewölbes sind teils durch reiche Figurennischen unterbrochen und enden nach zwei Dritteln der Chorhöhe auf Konsolen, ebendort befindet sich ein umlaufendes Gesims, welches die Fenstersohlbänke verbindet. Die Kirche hat zwei-, drei- und vierbahnige Maßwerkfenster mit profilierten Steingewänden. An der Nordwand des Chorschlusses befindet sich eine gotische Sakramentsnische mit Kielbogen und Fialen mit einem Schmiedeeisengitter. Die Turmhalle hat ein Gratgewölbe und war ursprünglich an drei Seiten durch Spitzbogen geöffnet.
Bei sechs Fenstern ist das gotische Glasgemälde erhalten, diese wurden im Ersten Weltkrieg ausgebaut und 1927 wieder eingesetzt, und 1950 restauriert. Die Glasgemälde zeigen alt- und neutestamentliche Szenenfolgen, Marienleben, Apostel und Heilige, in den Chorfenstern und im östlichen (?) Langhausfenster in vielfiguriger reich erzählender Form und kontrastreicher Farbgebung, wohl aus der Judenburger Werkstatt des ausgehenden 14. Jahrhunderts. Die Scheiben des westlichen Schifffensters haben satte Farben und skizzenhaft lebendige Linienführung, um 1420. Als Stifter der Glasmalerei sind Paul Ramung Landschreiber in Steiermark und die Judenburger Geschlechter Massolter und Mösinger nachweisbar.
Die gotischen Wandmalereien zeigen im Chor Kreuzigung, darüber Marientod, und in der Sockelleiste eine Inschrift, Mariä Krönung sowie Apostelkreuze mit Brustbildern, weiters ein Schmerzensmann über der Sakramentsnische, alle aus dem letzten Drittel des 14. Jahrhunderts, von 1936 bis 1938 freigelegt und restauriert. Es gibt ein abgenommenes Fresko hl. Augustinus mit weiblichen Heiligen aus 1415, aus der Jesuitenkirche hierher übertragen.

## Ausstattung
Der prächtige Hochaltar aus dem dritten Viertel des 17. Jahrhunderts zeigt das Altarbild Heiliger Wandel, der Aufsatz trägt die Statue hl. Maria Magdalena von Balthasar Prandtstätter um 1743. Der wohl zeitgleiche linke Seitenaltar zeigt das Bild Marienkrönung mit Heiligen. Der rechte Seitenaltar aus dem zweiten Viertel des 18. Jahrhunderts trägt die Figur Immaculata von Balthasar Prandtstätter sowie die Statuen der Heiligen Laurentius und Leonhard aus dem 17. Jahrhundert. Das Kruzifix, der hl. Georg zu Pferd und einige weitere Statuen schuf ebenfalls Balthasar Prandtstätter um 1743.
Eine Glocke nennt Lorenz Pez 1648.

## Grabdenkmäler
- In der Turmhalle ein Gedenkstein zu Gall Selinger 1560.